# 東京都立南大沢学園
東京都立南大沢学園（とうきょうとりつ みなみおおさわがくえん）とは、東京都八王子市南大沢五丁目にある公立特別支援学校。

## 概要
2010年（平成22年）に開校した東京都立の特別支援学校である。高等部単独校であり、職業教育を主とする専門学科である就業技術科のみが設置されている。
毎年12月、一般公開の学園祭が開催されている。

## 設置学部
- 高等部就業技術科

## 沿革
- 2008年（平成20年）4月 - 開設準備室を東京都立南大沢学園特別支援学校内に設置
- 2010年（平成22年）4月1日 - 東京都立南大沢学園として開校
- 2012年（平成24年）2月 - 落成記念式典を挙行

## 部活動
- サッカー部
- 卓球部
- ダンス部
- 軟式野球部
- バスケットボール部
- バドミントン部
- バレーボール部
- 陸上部
- 音楽部（合唱・和太鼓）
- 軽音楽部
- 鉄道研究部
- 美術部
- 文化部